# Nuoto ai campionati mondiali di nuoto 2023 - 50 metri rana maschili
La gara di nuoto dei 50 metri rana maschili dei campionati mondiali di nuoto 2023 è stata disputata il 25 e 26 luglio 2023 presso il Marine Messe Fukuoka di Fukuoka. Vi hanno preso parte 61 atleti provenienti da 58 nazioni.
La competizione è stata vinta dal nuotatore cinese Qin Haiyang, mentre l'argento e il bronzo sono andati rispettivamente allo statunitense Nic Fink e all'altro cinese Sun Jiajun.

## Podio
| Posizione | Atleta      | Nazionalità |
| --------- | ----------- | ----------- |
| Oro       | Qin Haiyang | Cina        |
| Argento   | Nic Fink    | Stati Uniti |
| Bronzo    | Sun Jiajun  | Cina        |

## Programma
| Data           | Ora (UTC+9) | Turno      |
| -------------- | ----------- | ---------- |
| 25 luglio 2023 | 10:32       | Batterie   |
| 25 luglio 2023 | 20:34       | Semifinali |
| 26 luglio 2023 | 21:01       | Finale     |

## Record
Prima della competizione il record del mondo e il record dei campionati erano i seguenti:
| Record mondiale       | 25"95 | Adam Peaty Gran Bretagna | 25 luglio 2017 Budapest, Ungheria |
| Record dei campionati | 25"95 | Adam Peaty Gran Bretagna | 25 luglio 2017 Budapest, Ungheria |

Nel corso della competizione non sono stati migliorati.

## Risultati

### Batterie
| Pos. | Batteria | Corsia | Atleta                   | Nazionalità                   | Tempo | Note             |
| ---- | -------- | ------ | ------------------------ | ----------------------------- | ----- | ---------------- |
| 1    | 6        | 5      | Qin Haiyang              | Cina                          | 26"34 | Q,               |
| 2    | 7        | 4      | Nicolò Martinenghi       | Italia                        | 26"64 | Q                |
| 3    | 5        | 4      | Sun Jiajun               | Cina                          | 26"76 | Q                |
| 3    | 6        | 3      | Sam Williamson           | Australia                     | 26"76 | Q                |
| 5    | 7        | 5      | João Gomes Júnior        | Brasile                       | 26"81 | Q                |
| 6    | 6        | 4      | Nic Fink                 | Stati Uniti                   | 26"91 | Q                |
| 7    | 5        | 3      | Lucas Matzerath          | Germania                      | 26"94 | Q                |
| 8    | 5        | 5      | Simone Cerasuolo         | Italia                        | 27"06 | Q                |
| 9    | 7        | 3      | Bernhard Reitshammer     | Austria                       | 27"11 | Q                |
| 10   | 5        | 2      | Caspar Corbeau           | Paesi Bassi                   | 27"15 | Q                |
| 11   | 7        | 7      | Peter John Stevens       | Slovenia                      | 27"20 | Q                |
| 12   | 7        | 1      | Arkadios Aspougalis      | Grecia                        | 27"23 | Q                |
| 13   | 7        | 2      | Hüseyin Emre Sakçı       | Turchia                       | 27"28 | Q                |
| 14   | 7        | 6      | Michael Houlie           | Sudafrica                     | 27"31 | Q                |
| 15   | 6        | 6      | Yuya Hinomoto            | Giappone                      | 27"35 | Q                |
| 16   | 5        | 6      | Valentin Bayer           | Austria                       | 27"36 | Q                |
| 17   | 6        | 1      | Miguel de Lara           | Messico                       | 27"38 |                  |
| 18   | 6        | 8      | Mikel Schreuders         | Aruba                         | 27"47 |                  |
| 19   | 6        | 7      | Choi Dong-yeol           | Corea del Sud                 | 27"48 |                  |
| 19   | 7        | 0      | Denis Petrashov          | Kirghizistan                  | 27"48 |                  |
| 21   | 5        | 1      | James Dergousoff         | Canada                        | 27"53 |                  |
| 22   | 4        | 5      | Darragh Greene           | Irlanda                       | 27"54 |                  |
| 23   | 6        | 0      | Josh Gilbert             | Nuova Zelanda                 | 27"59 |                  |
| 24   | 7        | 8      | Jorge Murillo            | Colombia                      | 27"71 |                  |
| 25   | 7        | 9      | Maksym Ovchinnikov       | Ucraina                       | 27"78 |                  |
| 26   | 5        | 0      | Youssef El-Kamash        | Egitto                        | 27"80 |                  |
| 27   | 4        | 1      | Chao Man Hou             | Macao                         | 27"84 |                  |
| 28   | 5        | 7      | Andrius Šidlauskas       | Lituania                      | 27"98 |                  |
| 29   | 6        | 2      | Olli Kokko               | Finlandia                     | 27"99 |                  |
| 30   | 4        | 2      | Nicholas Lia             | Norvegia                      | 28"09 |                  |
| 30   | 4        | 3      | Jadon Wuilliez           | Antigua e Barbuda             | 28"09 |                  |
| 32   | 5        | 8      | Ronan Wantenaar          | Namibia                       | 28"24 |                  |
| 33   | 3        | 4      | Mariano Lazzerini Angeli | Cile                          | 28"44 |                  |
| 34   | 4        | 6      | Maximillian Wei Ang      | Singapore                     | 28"51 |                  |
| 35   | 4        | 4      | Panayiotis Panaretos     | Cipro                         | 28"55 |                  |
| 36   | 4        | 8      | Adrian Robinson          | Botswana                      | 28"67 |                  |
| 37   | 5        | 9      | Andrew Goh Goh           | Malaysia                      | 28"75 |                  |
| 38   | 4        | 0      | Andres Martijena         | Rep. Dominicana               | 28"86 |                  |
| 39   | 6        | 9      | Muhammad Dwiky Raharjo   | Indonesia                     | 28"89 |                  |
| 40   | 3        | 3      | Tasi Limtiaco            | Micronesia                    | 28"95 |                  |
| 41   | 3        | 9      | Julio Calero             | Cuba                          | 28"97 |                  |
| 42   | 4        | 9      | Matthew Lawrence         | Mozambico                     | 29"02 |                  |
| 43   | 3        | 5      | Luka Eradze              | Georgia                       | 29"06 |                  |
| 44   | 2        | 8      | Alexandre Grand'Pierre   | Haiti                         | 29"10 |                  |
| 45   | 4        | 7      | Phạm Thanh Bảo           | Vietnam                       | 29"17 |                  |
| 46   | 3        | 8      | Ashot Chakhoyan          | Armenia                       | 29"46 |                  |
| 47   | 3        | 6      | Giacomo Casadei          | San Marino                    | 29"84 |                  |
| 48   | 3        | 0      | Zach Moyo                | Zambia                        | 30"05 |                  |
| 49   | 3        | 2      | Shane Cadogan            | Saint Vincent e Grenadine     | 30"23 |                  |
| 50   | 3        | 1      | Jayden Loran             | Curaçao                       | 30"32 |                  |
| 51   | 2        | 1      | Hendrik Powdar           | Suriname                      | 30"75 |                  |
| 52   | 3        | 7      | Sébastien Kouma          | Mali                          | 31"03 |                  |
| 53   | 2        | 2      | Chadd Ng Chiu Ning Ning  | eSwatini                      | 32"37 |                  |
| 54   | 2        | 4      | Slava Sihanouvong        | Laos                          | 32"93 |                  |
| 55   | 1        | 5      | Anthony Deleon Guerrero  | Isole Marianne Settentrionali | 33"05 |                  |
| 56   | 2        | 5      | Fodé Amara Camara        | Guinea                        | 33"42 | Record nazionale |
| 57   | 2        | 3      | Jion Hosei               | Palau                         | 35"01 |                  |
| 58   | 2        | 7      | Hamzah Mayas             | Yemen                         | 40"35 |                  |
| 59   | 2        | 6      | Ousman Jobe              | Gambia                        | 41"77 |                  |
|      | 1        | 4      | Hilal Hilal              | Tanzania                      | dq    |                  |
|      | 2        | 0      | Abdulla Khalid Jamal     | Bahrein                       | dq    |                  |
|      | 1        | 3      | Ibrahim Kamara           | Sierra Leone                  | dns   |                  |

### Semifinali
| Pos. | Semifinale | Corsia | Atleta               | Nazionalità | Tempo | Note |
| ---- | ---------- | ------ | -------------------- | ----------- | ----- | ---- |
| 1    | 2          | 4      | Qin Haiyang          | Cina        | 26"20 | Q,   |
| 2    | 1          | 4      | Nicolò Martinenghi   | Italia      | 26"74 | Q    |
| 3    | 2          | 5      | Sun Jiajun           | Cina        | 26"78 | Q    |
| 4    | 2          | 6      | Lucas Matzerath      | Germania    | 26"89 | Q    |
| 5    | 2          | 3      | João Gomes Júnior    | Brasile     | 26"90 | Q    |
| 6    | 1          | 3      | Nic Fink             | Stati Uniti | 26"95 | Q    |
| 7    | 2          | 7      | Peter John Stevens   | Slovenia    | 27"04 | Q    |
| 8    | 1          | 5      | Sam Williamson       | Australia   | 27"06 | Q    |
| 9    | 1          | 6      | Simone Cerasuolo     | Italia      | 27"07 |      |
| 10   | 1          | 2      | Caspar Corbeau       | Paesi Bassi | 27"21 |      |
| 11   | 2          | 2      | Bernhard Reitshammer | Austria     | 27"25 |      |
| 11   | 2          | 8      | Yuya Hinomoto        | Giappone    | 27"25 |      |
| 13   | 2          | 1      | Hüseyin Emre Sakçı   | Turchia     | 27"32 |      |
| 14   | 1          | 8      | Valentin Bayer       | Austria     | 27"45 |      |
| 15   | 1          | 7      | Arkadios Aspougalis  | Grecia      | 27"50 |      |
| 16   | 1          | 1      | Michael Houlie       | Sudafrica   | 27"57 |      |

### Finale
| Pos.    | Corsia | Atleta             | Nazionalità | Tempo | Note |
| ------- | ------ | ------------------ | ----------- | ----- | ---- |
| Oro     | 4      | Qin Haiyang        | Cina        | 26"29 |      |
| Argento | 7      | Nic Fink           | Stati Uniti | 26"59 |      |
| Bronzo  | 3      | Sun Jiajun         | Cina        | 26"79 |      |
| 4       | 8      | Sam Williamson     | Australia   | 26"82 |      |
| 5       | 5      | Nicolò Martinenghi | Italia      | 26"84 |      |
| 6       | 6      | Lucas Matzerath    | Germania    | 26"94 |      |
| 7       | 2      | João Gomes Júnior  | Brasile     | 26"97 |      |
| 8       | 1      | Peter John Stevens | Slovenia    | 27"08 |      |